# 高木新平
高木 新平（たかぎ しんぺい、1902年11月3日 - 1967年4月21日）は、日本の俳優、映画監督、映画プロデューサー。初期には片岡 慶左衛門（かたおか けいざえもん）、片岡 慶三郎（かたおか けいさぶろう）と名乗った。本名は慶吉（-けいきち）。身のこなしの軽さから「鳥人」として知られる。

## 来歴・人物
1902年（明治35年）11月3日、長野県下諏訪町に「高木慶吉」として生まれる。神田英語学校卒業。
1920年（大正9年）、マキノ俳優養成所に入り、牧野省三に師事した。1923年（大正12年）6月、片岡 慶左衛門、片岡 慶三郎の名で映画に出演し始める。1925年（大正14年）の東亜キネマからの牧野の分離独立後も、東亜キネマに残留する。同年、女優の生野初子と結婚する。
1927年（昭和2年）に独立、吉田山麓に高木新平プロダクションを設立、監督業も行うが、翌1928年（昭和3年）、マキノ・プロダクションに改めて入社する。牧野の没後、1930年（昭和5年）に帝国キネマ演芸に移籍、1933年（昭和8年）には宝塚キネマ、1935年（昭和10年）にはエトナ映画社に移籍するが、同年以降、第二次世界大戦終結まで出演の記録がない。同年、妻の生野初子と離婚した。
戦時中は近衛連隊に所属。
戦後、1949年（昭和24年）に東横映画に出演して復活するが、1950年（昭和25年）でまた途絶える。1954年（昭和29年）、東宝の黒澤明監督の『七人の侍』、1957年（昭和32年）、おなじく『蜘蛛巣城』に出演する。新東宝の映画に出演したあと、1961年（昭和36年）、ふたたび黒澤明監督の『用心棒』に出演している。
1958年（昭和33年）のテレビ番組『月光仮面』では、怪獣「マンモスコング」のぬいぐるみを制作、自らこれを着けてマンモスコングを演じている。
1966年（昭和41年）、NHK大河ドラマ『源義経』に出演した後、1967年（昭和42年）4月21日、病気により死去した。64歳だった。

## おもなフィルモグラフィ
出演
- 『小雀峠』Kosuzume Toge、監督：沼田紅緑、1923年
- 『快傑鷹』、監督：二川文太郎、1924年
- 『争闘』、監督：金森万象、1924年
- 『ロビンフットの夢』、監督：金森万象、1924年
- 『血に狂ふ者』、監督：金森万象、1924年
- 『帰って来た英雄』、監督：仁科熊彦、1926年
- 『崇禅寺馬場』Sozenji Baba、監督：マキノ正博、1927年
- 『空の潜航艇』：監督大江秀夫、1934年
- 『獄門島』、監督：松田定次、1949年
- 『獄門島 解明篇』、監督：松田定次、1949年
- 『七人の侍』、監督：黒澤明、1954年
- 『蜘蛛巣城』、監督：黒澤明、1957年
- 『水戸黄門』、監督：佐々木康、1957年
- 『月光仮面』：宣弘社プロダクション、テレビ映画、1958年 - 1959年
- 『月光仮面 魔人の爪』：東映東京、1958年[9]
- 『双頭の殺人鬼』：日本ユナイテッド・アーチスツ映画、1959年[9]
- 『用心棒』、監督：黒澤明、1961年
- NHK大河ドラマ『源義経』、テレビドラマ、1966年

造型・メイク
- 『妖蛇荘の魔王』：新東宝、1959年[9]